# 比藏瓦勒站
比藏瓦勒站（法語：Buzenval）是巴黎地鐵的一個車站。車站名稱來自於比藏瓦勒街，系紀念普法戰爭中的比藏瓦勒戰役。比藏瓦勒站開業於1933年12月10日，是巴黎地鐵9號線延伸工程的一部分。

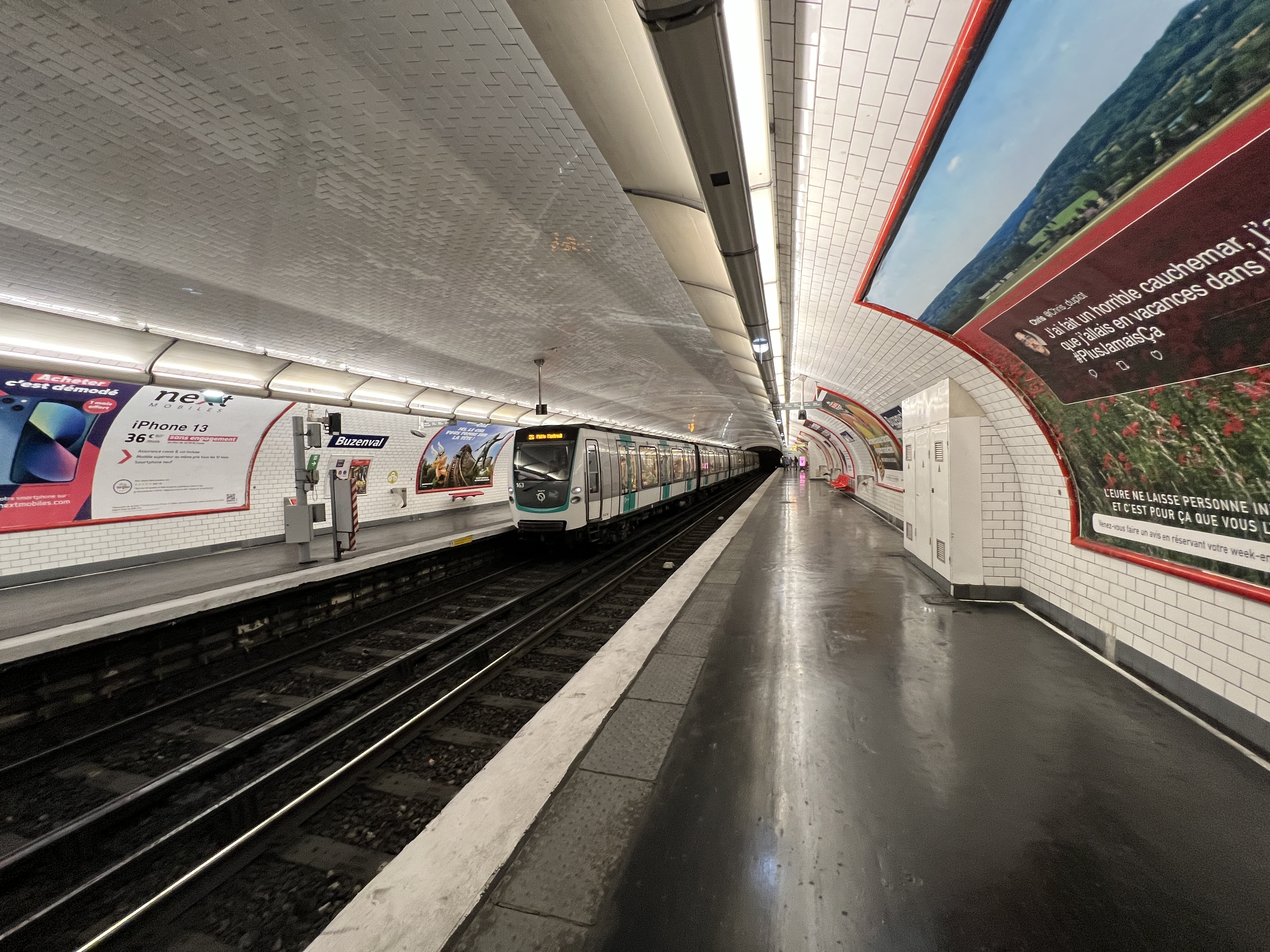
月台（2022年6月）

## 車站結構
| 街道層    |                    |                          |
| B1        | 夾層               |                          |
| 9號線月台 | 側式月台，右側開門 | 側式月台，右側開門       |
| 9號線月台 | 西行               | 往塞夫爾橋（民族）       |
| 9號線月台 | 東行               | 往蒙特勒伊市政府（菜農） |
| 9號線月台 | 側式月台，右側開門 |                          |